# 第11飛行師団 (日本軍)
第11飛行師団（だいじゅういちひこうしだん）は、日本陸軍の航空師団の一つ。

## 沿革
1944年（昭和19年）7月、主として阪神地区の防空のため、第18飛行団を改編して編成され、司令部を大正飛行場に置いた。
防空に関して、主力は第15方面軍の、一部は第13方面軍の指揮を受け、関西と中京地区を担当した。

## 師団概要
- 司令部通称号：天鷲1041
- 使用機種：三式戦闘機・四式戦闘機・五式戦闘機

### 歴代師団長
- （心得）北島熊男 少将：1944年7月18日 - 1945年4月7日[1]
- 北島熊男 中将：1945年4月7日 - 終戦[1]

### 参謀長
- 神崎清 大佐：1945年6月10日[2] - 終戦[3]

### 最終司令部構成
- 参謀長：神崎清大佐
  - 参謀：中本希生少佐
  - 参謀：岡本信人少佐
  - 参謀：野呂正男少佐
- 高級副官：吉原理郎中佐
- 兵器部長：渡辺重治中佐
- 経理部長：佐藤武夫主計大佐
- 軍医部長：西脇忠男軍医中佐
- 通信班長：竹本文雄少佐

### 最終所属部隊
戦闘部隊
- 第23飛行団司令部（小牧）：二田原憲治郎大佐
  - 飛行第5戦隊（五式戦）：山下美明少佐
  - 飛行第55戦隊（三式戦）：小林賢二郎少佐
  - 飛行第56戦隊（三式戦）：古川治良少佐
  - 飛行第246戦隊（四式戦）：石川貫之少佐

飛行場部隊
- 第47航空地区司令部（小牧）：外池弥中佐 
  - 第42飛行場大隊（小牧）：目沢広吉少佐 　 　
  - 第61飛行場大隊（浜松）：鹿子木正任大尉
  - 第62飛行場大隊（明野）：岸添友次少佐 　 　   　  　
  - 第143飛行場大隊（伊丹）：久保喜栄少佐
  - 第163飛行場大隊（清洲）：福本利市少佐
  - 第246飛行場大隊（大正）：上野辰之助少佐